# Il massacro di Haditha
Il massacro di Haditha (Battle for Haditha) è un film drammatico del 2007 diretto dal regista britannico Nick Broomfield basato sugli omicidi di strage di Haditha. Il film è il seguito di Ghosts di Broomfield ed è andato in onda su Channel 4 nel Regno Unito il 17 marzo 2008.

## Trama
Il film è ispirato alla strage di Haditha, avvenuta tre mesi dopo la battaglia di Haditha nella guerra in Iraq. Il 19 novembre 2005 ad Haditha, una città nella provincia irachena occidentale di al-Anbar, 24 uomini, donne e bambini iracheni disarmati sono stati uccisi da un gruppo di marines degli Stati Uniti a seguito di un incidente in cui uno IED ha ucciso un marine e ferito gravemente altri due. Dall'uscita del film, le forze armate statunitensi in modo controverso hanno ritirato tutte le accuse a tutti i marines coinvolti. I nomi dei Marines sono stati cambiati nel film, mentre i civili iracheni mantengono i loro veri nomi.

## Produzione
Girato a Jerash, in Giordania il film utilizza ex militari statunitensi e rifugiati iracheni per interpretare molti dei ruoli. Tuttavia, il film è stato girato in modo non convenzionale: è stato girato in sequenza consentendo al cast di costruire i propri personaggi man mano che la storia procedeva. Ha anche utilizzato luoghi reali e una troupe cinematografica in stile documentario molto piccola. Ciò ha notevolmente aggiunto alla sensazione di realtà. Gli attori, pur lavorando su una sceneggiatura dettagliata, e la forma finale del film riflette quella struttura, sono stati anche in grado di improvvisare e aggiungere al dialogo, facendolo proprio.

## Distribuzione
Battle for Haditha è stato presentato al Toronto International Film Festival l'11 settembre 2007. Il regista Nick Broomfield ha vinto il premio Silver Shell per il miglior regista al Festival internazionale del cinema di San Sebastián il 29 settembre 2007. È stato anche presentato al BFI London Film Festival il 30 ottobre 2007.

## Accoglienza
Metacritic ha riferito che il film ha ottenuto un punteggio medio di 65 su 100, basato su 12 recensioni.